# リオネル・ファイニンガー

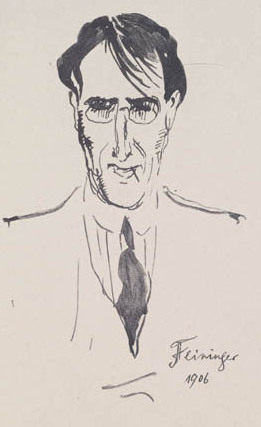
リオネル・ファイニンガー
(画)エミール・オルリック

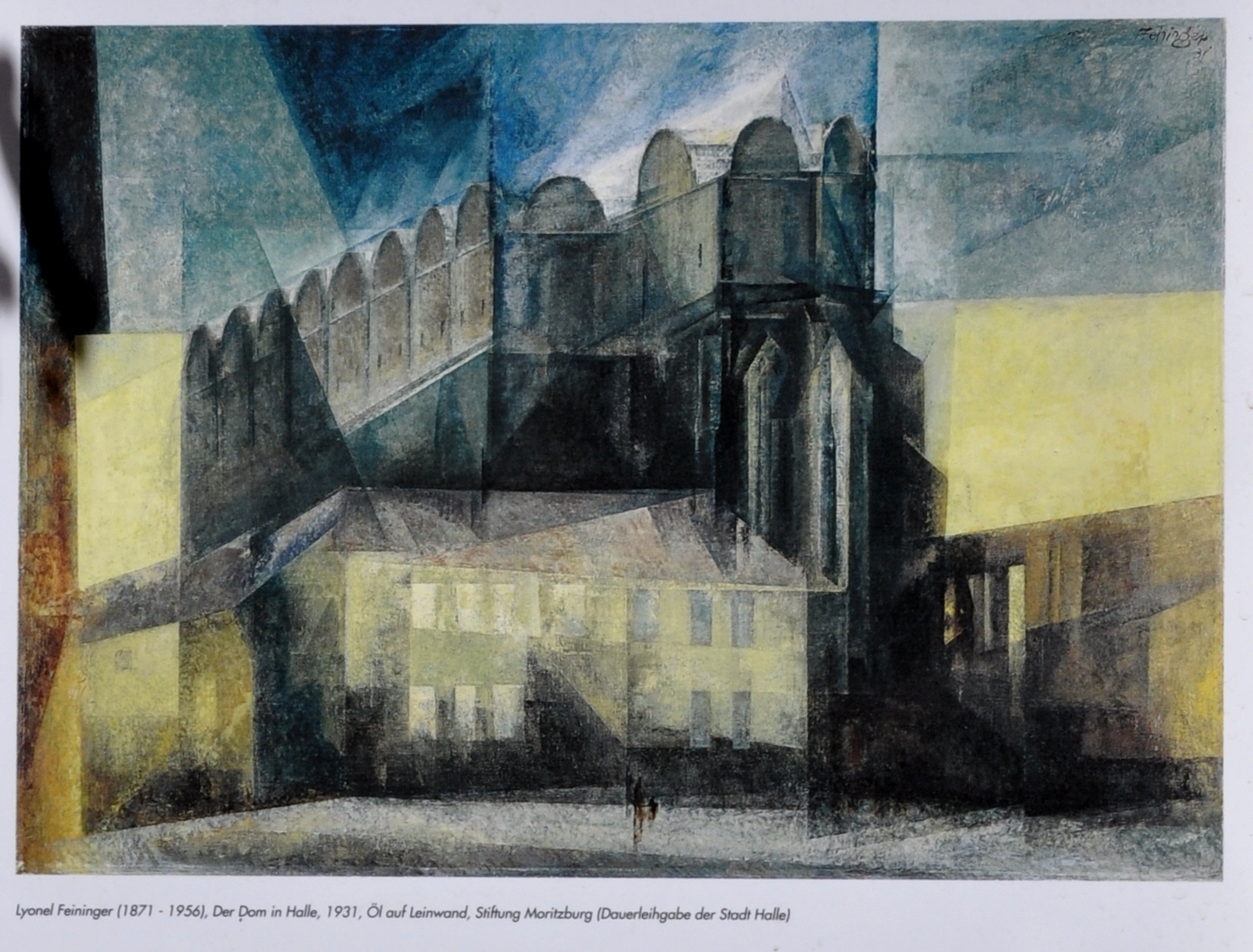

リオネル・ファイニンガー（Lyonel Feininger; 1871年7月17日-1956年1月11日）は、ドイツ系のアメリカ人画家。名前は、英語読みで、ライオネル・ファイニンガーとも表記される。

## 経歴
アメリカのニューヨークに生まれる。1880年代後半にドイツに行き、音楽、後に絵画を学ぶ。ベルリンとパリを行き来し、新聞にカリカチュア（風刺画）を描いたりする。
1910年代に入り、ロベール・ドローネーを通じて、キュビスムを知る。1913年には、青騎士のグループにさそわれ、ワシーリー・カンディンスキー、パウル・クレーなどと活動する。1919年には、ヴァルター・グロピウスの誘いで、バウハウスにて教鞭をとる。
グロピウスによる「バウハウス宣言」（Bauhaus-Manifest; 1919年）を掲載したパンフレットの表紙（口絵）は、ファイニンガーによる木版画である。
1937年、妻がユダヤ系だったため迫害を逃れてニューヨークに戻る。1956年、そこで没した。
初期の作品には油彩画にもカリカチュア的な表現が見られ、鮮やかな色彩や、ストーリーを想像させる人物画は、ポスターや絵本の挿絵のような印象を与える。
その後は、パリで出会ったパブロ・ピカソの影響で キュビスムと表現主義を融合させた作風が多くなる。典型的な作品としては、油絵の例で、階調に差をつけた色彩を使って画面（空までを含む）を平面状に分割し、それにより光を表現した風景画である。プリズムを通して見た風景のような観を呈している。
ドイツの迫害の影響で再びニューヨークに戻った後は、喪失感から画風が大きく変化した。生涯の作風は一人のものとは思えないほど多様である。
なお、写真家のアンドレアス・ファイニンガー（1906年-1999年）とT・ルックス・ファイニンガー（en:T. Lux Feininger, Theodore Lukas Feininger; 1910年-2011年）は息子である。

## 日本での評価
欧州では抽象画の先駆けとなったカンディンスキーと並び称される画家だが、日本では知名度が低く、個展が開かれるのは稀である。
日本において、個展等の展覧会で本格的に紹介されたことはなかったが、2008年から2009年にかけて本格的な展覧会が開かれた。収蔵先としては、愛知県美術館（「夕暮れの海I」1927）、広島県立美術館などがある。

## 国内で開催された展覧会
- ライオネル・ファイニンガー展（2008年）
  - 横須賀美術館（8月2日-10月5日）
  - 愛知県美術館（10月17日-12月23日）
  - 宮城県美術館（2009年1月10日-3月1日）